# Musikblätter des Anbruch

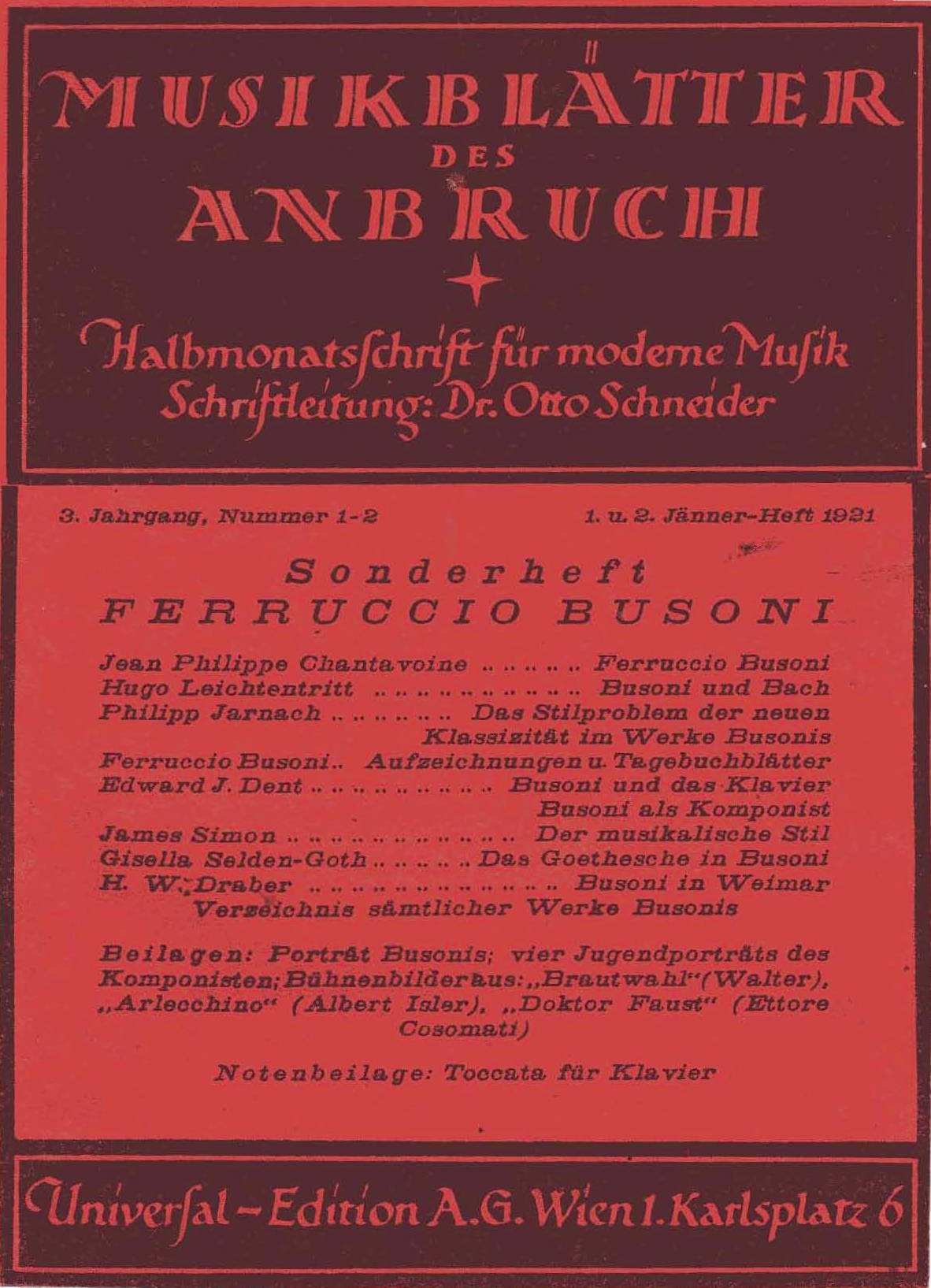

Die Musikblätter des Anbruch (ab 1929: Anbruch) sind eine österreichische Musikzeitschrift, die für die Entwicklung der Neuen Musik bedeutsam wurde. Sie erschienen 1919 bis 1937 in 19 Jahrgängen mit 165 Heften und Doppelheften, anfangs bei dem Wiener Musikverlag Universal Edition (UE) und ab 1935 im Vorwärts-Verlag.
Der Untertitel lautete Halbmonatsschrift für moderne Musik, ab 1923 Heft 1 Monatsschrift für moderne Musik, ab Januar 1929 wurde der Name auf Anbruch verkürzt. Ab September 1930 wurde die Zeitschrift mit Pult und Taktstock ohne weitere redaktionelle Bemerkung „vereinigt“. Seit dem Januarheft 1935 wurde der Anbruch als Österreichische Zeitschrift für Musik geführt.
Erster Herausgeber, Schriftleiter genannt, war offiziell Otto Schneider, wobei Alfred Kalmus ab 1919 Heft 3 im kleingedruckten Impressum als „verantwortlicher Schriftleiter“ und ab 1920 Heft 16 Paul Amadeus Pisk verzeichnet ist. Ab 1922 Heft 1 geht diese Aufgabe an Paul Stefan über, der ab Heft 5 auch auf dem Titelblatt Schriftleiter genannt wurde und es bis zum Ende 1937 blieb.
Das Erfolgsrezept bestand darin, Komponisten selbst schreiben zu lassen und führende Kritiker – insbesondere Paul Bekker, Theodor W. Adorno und Hans Heinz Stuckenschmidt – sowie beredte Musikwissenschaftler zu verpflichten. In den von Debatten, Polemiken und Grundsatzartikeln geprägten Blättern sind denn auch alle Begriffe der Moderne abgehandelt: „Musik und Maschine“, Farblichtmusik, Primitivismus, Folklorismus, Neoklassizismus, Atonalität, Jazz, Weltmusik und vieles weitere.

## Anfänge
„Wien 1919: noch eben Hauptstadt, aber mit dem Stigma des verlorenen Krieges gezeichnet, bedroht von Hunger, Seuchen, Umsturz, Verarmung, einem Chaos. Man rettet sich zur Kunst, klammert sich an die Musik.“ So beschrieb der Schriftleiter Paul Stefan die Gründungssituation aus der Rückschau 1935. Zweck der Zeitschrift war allerdings der sklerotisierten Wiener Presse – die ja schon Gustav Mahler aus Wien vertrieben hatte – ein publizistisches Organ entgegenzusetzen. Der junge Verlag, die Universal Edition, hatte ab 1908 Dutzende von Komponisten unter Vertrag genommen, die heute zu den Gründungsvätern der Neuen Musik gehören, darunter: Bartók, Mahler, Schönberg, Schreker, Cassella, Webern, Zemlinsky, Berg, Szymanowski, Janáček, Krenek, Hába, Kodály, Weill, Hauer, Martinů, Eisler.
Das „Zum Geleite“ schrieb Guido Adler. Und schon in der ersten Nummer kamen Komponisten selbst zu Wort, darunter Franz Schreker (Meine musikdramatische Idee), dem der Anbruch besonders eng verbunden war: von und über ihn erschienen insgesamt 103 Artikel.
Die Grundstruktur folgte dem bewährten Aufbau von Musikzeitschriften dieser Zeit und hat sich als stabil erwiesen, wobei beständig neue Rubriken gegründet und überkommene fallen gelassen wurden. Für die erste Nummer und die kommenden Ausgaben waren dies: ein „Allgemeiner Teil“ mit musikästhetischen Artikeln (Egon Lustgarten: Metaphysischer Sinn der Musiktheorie) und Fragen der Pädagogik (Bernhard Paumgartner Reform des Musikunterrichtes). Ein „Besonderer Teil“ zu bestimmten Werken (Egon Wellesz über Richard Strauss’ Frau ohne Schatten), mit Erinnerungen (Oskar Fried Erinnerungen an Mahler), Festival-Berichten (Herbstspiele in Dresden) und Beiträgen von Korrespondenten aus anderen Ländern (Frederik Delius Musik in England im Kriege). Dem schließt sich ein Glossen-Teil („Kritik der Kritik“) an, „Besprechungen“ mit Rezensionen von Noten und Büchern, später auch Konzerten und schließlich Personalien. Abgeschlossen werden die Hefte durch umfangreiche Anzeigenseiten, meist solchen des Verlages UE. Unregelmäßig wurden Notenbeilagen (im ersten Heft: Béla Bartók Allegro Barbaro) beigegeben.

## Entwicklung
1920 erschien das Sonderheft über Gustav Mahler, ein 77-seitiges Buch, das für die erste Phase der Rezeption Mahlers bedeutsam wurde. Darin sind seltene Aspekte aufgegriffen, etwa wenn Alfred Roller über Mahlers Inszenierungen schreibt, oder ein langer Artikel über Mahlers Feinde und ein kurzer Artikel über seine Freunde. Im selben Jahr fand die bedeutende Debatte über  Hans Pfitzners Pamphlet Die neue Ästhetik der musikalischen Impotenz – Ein Verwesungssymptom? (EA: 1919) mit den Beiträgen von Paul Bekker „Impotenz“ Oder Potenz? und Alban Bergs Die Musikalische Impotenz der „neuen Ästhetik“ Hans Pfitzners statt. Berg hatte bereits eine Anstellung als leitender Redakteur der Musikblätter des Anbruch vertraglich vereinbart, konnte sie aber aus gesundheitlichen Gründen nicht antreten.
1924 erschien zum Schalttag [Februar] ein Heft Der Abbruch, Faschingsblätter für neue Musik, eine selbstironische Parodie, die 1925 noch einmal wiederholt wurde.
Die Schönberg-Sondernummer 1924 bringt nicht nur Alban Bergs berühmten Aufsatz Warum ist Schönbergs Musik so schwer verständlich?, sondern auch geflügelte Worte wie das von Hanns Eisler: „Er ist der wahre Konservative: er schuf sich sogar eine Revolution, um Reaktionär sein zu können.“
Ab März 1925 erhalten die Sondernummern eine Titelgraphik, was aber bereits 1927 wieder aufgegeben wurde. Erst ab 1936 Heft 4 wurden dann Photographien zur Titelgestaltung verwendet. Zumeist erschien die Zeitschrift mit schlichten typographischen Titelblatt (das nur dreimal verändert wurde) und enthielt nur wenige Abbildungen und Notenbeispiele.
Ab 1926 die Rubrik „Musikautomaten“ in der Schallplatten besprochen werden.
1928 fand ein Preisausschreiben über 2000 Mark für ein Opernlibretto statt, das aber zu keinem ersten Preis führte (1928/H.9-10/S.441-442). Die Rubriken „Wege zur Neuen Musik“ und „Rundfunkumschau“ wurden eröffnet. Seitdem wird zunehmend umfänglicher über Musik im Rundfunk und Rundfunkprogramme berichtet.
Das Jahr 1929 beginnt mit einer Umbenennung: „Die Zeitschrift beginnt ihr neues Jahr mit verkürztem Namen: sie heißt nicht mehr ‚Musikblätter des Anbruch’, sondern nur noch ‚Anbruch’. Es gibt keinen anderen – literarischen – Anbruch mehr, als dessen Musikblätter die Zeitschrift erschiene: im Leserkreis ist das Blatt längst nur als ‚Anbruch’ bekannt und kein Anlaß besteht, es offiziell anders zu nennen als sein lebendiger Name wäre, da es doch insgesamt kein Freund des Offiziellen ist.“ (1929/H.1/S.1)
Adorno wird ab Januar Redaktionsmitglied; er verpflichtet sogleich Ernst Bloch zur Mitarbeit, der mit seinem Aufsatz Rettung Wagners durch Karl May einen polemischen Essay liefert.
1930: „Mit den neuen Rubriken 'Kompositionskritik' sollen die kritischen Intentionen des Blattes mehr als bislang akzentuiert werden; die 'mechanische Rubrik' will nicht bloß journalistisch eine auffällige Strömung heutigen Musiklebens verfolgen, sondern erhellen, was eigentlich mit Mechanisierung gemeint ist, die Tendenzen der Mechanisierung gegeneinander abwägen, auf Programmpolitik Einfluß nehmen.“ (1930/H.1/S.2)

## Niedergang
Politik war in den Musikblättern nur einmal Thema, im Januar 1931 beschreibt Hans Heinsheimer in seinem Artikel Neues vom Tage bereits den Kulturterror der Nationalsozialisten. Anhand der Spielpläne der Weimarer Bühne – in Thüringen regierte seit Januar 1930 ein nationalsozialistischer Innenminister – wirft er bereits einen „Blick ins Dritte Reich“, mit dem Fazit, dass unverhältmäßig viel Operetten und kaum noch Zeitgenossen aufgeführt werden. Zudem berichtet er von Entlassungen missliebigen künstlerischen Personals und von dem „Druck der Angst“.
Die weiteren politischen Entwicklungen sind nur indirekt in dem Blatt abzulesen. 1932 berichtet Josef Rufer über die Entlassung von Leo Kestenberg aus dem Preußischen Kulturministerium (1932/H.9-10/S.212), aber das Jahr 1933 verstrich ohne größeren Widerhall, die Reichsmusikkammer findet keine Erwähnung, „Exil“ ist kein Begriff. Aus der österreichischen Perspektive scheint der Kulturkampf in Deutschland (mit Bücherverbrennung, Gleichschaltung der Presse, Berufsverboten) weit entfernt zu sein und keine Rolle für das Musikleben zu spielen. Die „Gleichschaltung“ des Anbruchs vollzieht sich schleichend und kommentarlos. Über Jahrzehnte gepflegte Komponisten verschwinden zwischen den Zeilen, die langjährigen Leitartikelschreiber sind plötzlich weg. Schönberg – bis dahin die Zentralgestalt des Blattes, die in keiner Ausgabe fehlte – wird nach seiner Emigration nicht mehr erwähnt, Adorno hat seinen letzten Auftritt 1932, Bekker emigriert 1933, Stuckenschmidt hält bis 1934 aus, Krenek sogar bis 1938, dem Jahr des Anschlusses Österreichs an das Deutsche Reich.
„Mehr als bisher werden wir Gegenwärtiges auch durch die Vergangenheit zu deuten bemüht sein. Darum und nur darum haben wir die heute nicht mehr sehr aufschlußreiche Bezeichnung ‚Monatsschrift für moderne Musik’ durch die genauere ‚Österreichische Zeitschrift für Musik’ ersetzt. Es ist nur eine Bezeichnung. Der Name bleibt. Wir glauben immer noch an den ‚Anbruch’ eines Neuen, möge es nah oder fern sein und wollen der Gegenwart und der Zukunft der Kunst dienen. Aber für dieses Wollen wird, wie bisher, der Inhalt mehr als das Titelblatt zu sprechen haben.“ (1935/H.1/S.5).
Mit seinen besten Köpfen verliert das Blatt rapide an Bedeutung. Berichte von Festivals hauptsächlich der Salzburger Festspiele und Jubiläumsartikel über große tote oder mediokre lebende Komponisten ersetzen ästhetische Reflexion und analytische Betrachtung. 1936 Heft 4-5, wird die Gestaltung durch Titelphotos wieder aufgenommen, es zeigt einen österreichischen Politiker, 1937 Heft 7 wird der Salzburger Landeshauptmann Franz Rehrl abgebildet – dessen Bedeutung für die Musik im Dunklen bleibt.
Im Dezember 1937 gibt sich Stefan für den anstehenden 20. Jahrgang optimistisch, man habe Erfolg gehabt, und „wir wollen versuchen, es noch eine Weile so bleiben zu lassen“. Das sind die letzten Zeilen, 1938 vollzieht Hitler den „Anschluss“ und das Erscheinen des Anbruch wird eingestellt.

## Schwerpunkte
An Sondernummern wurden musikgeschichtlich bedeutend:
- Schreker, 1920 (und ein Sonderheft zur Oper Der Schatzgräber)
- Mahler, April 1920.
- Busoni, Januar 1921.
- Bartók, März 1921.
- Schreker, Februar 1924.
- Schönberg, August/September 1924 (zum 50. Geburtstag).
- Russland, März 1925.
- Jazz, April 1925.
- Tanz in dieser Zeit, März/April 1926.
- Probleme der Neuen Musik, Juni/Juli 1926.
- Musik und Maschine, Oktober/November 1926.
- Oper, Januar/Februar 1927.
- Das Klavierbuch, Oktober/November 1927.
- Schreker, März/April 1928 (zum 50. Geburtstag).
- Gesang, November/Dezember 1928.
- Leichte Musik, März 1929.
- Mahler, März 1930.
- Frankreich, April/Mai 1930.
- Wo stehen wir? (Fortschritt und Reaktion), Juni 1930.
- Konzertbetrieb, November/Dezember 1930.
- Politisierung, Januar 1931.
- Musik in Sowjetrussland, November/Dezember 1931.

## Wichtige Mitarbeiter
- Adorno schrieb 37 Artikel
- Bartók 6
- Berg 7
- Bekker 47
- Schönberg 9
- Stuckenschmidt 29